# Batik Air

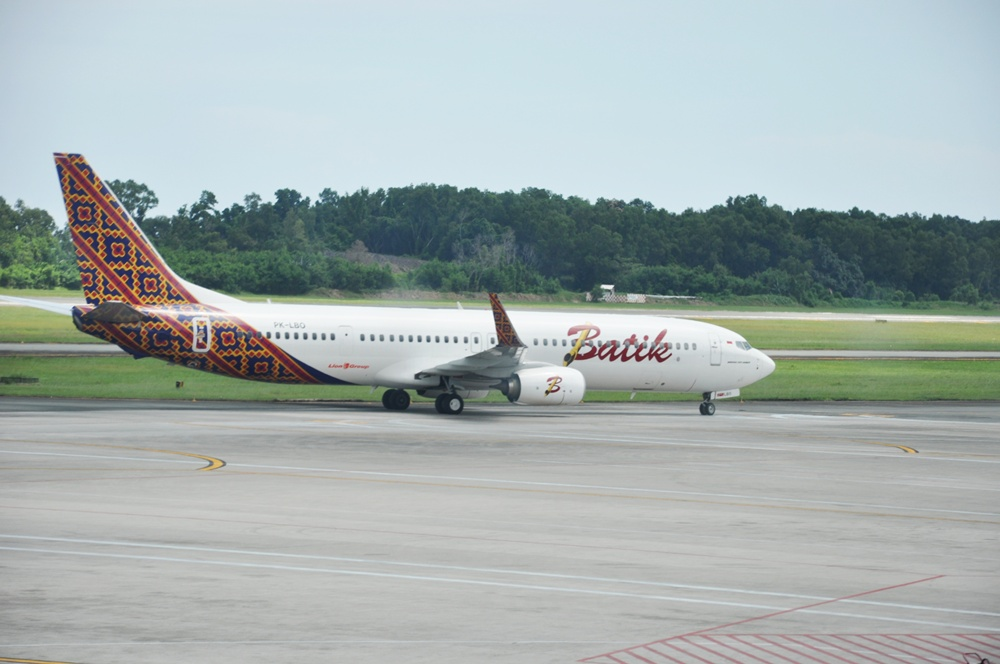
Boeing 737-900ER авіакомпанії Batik Air в міжнародному аеропорту Сукарно-Хатта (Джакарта), 2014 рік

Batik Air — індонезійська авіакомпанія зі штаб-квартирою в Джакарті, що працює у сфері регулярних пасажирських перевезень між аеропортами всередині країни і за її межами. Є дочірнім підприємством бюджетної авіакомпанії Lion Air.

## Історія
Batik Air була утворена найбільшою приватною авіакомпанією Індонезії Lion Air в березні 2013 року і початку операційну діяльність 3 травня того ж року з виконання рейсів на орендованих у Lion Air літаках Boeing 737-900ER. Салони цих лайнерів були перетворені з бюджетної однокласного у двокласне компонування, кожне пасажирське крісло при цьому було обладнано персональним монітором системи розваги в польоті. Відстань між кріслами становить 81 сантиметр в економічному і 114 сантиметрів — у бізнес-класі. В польоті пасажирам пропонуються безкоштовні легкі закуски і напої. Норма безкоштовного провезення багажу: 20 кілограм для економічного і 30 кілограмів для бізнес-класу.
У середині 2012 року Lion Air уклала угоду з корпорацією Boeing на поставку нових п'яти лайнерів Boeing 787 Dreamliner в інтересах створюваної авіакомпанії Batik Air. Початок поставок заплановано на 2015 рік, однак пізніше Lion Air анулювала цей контракт у зв'язку з тимчасовим переглядом схеми далекомагістральних перевезень своєї дочірньої компанії.

## Маршрутна мережа
Маршрутна мережа регулярних перевезень авіакомпанії Batik Air охоплює такі аеропорти:
Індонезія
- Ява

- Бандунг — міжнародний аеропорт імені Хусейна Састранегари
- Джакарта — аеропорт імені Халіма Перданакусуми
- Джакарта — міжнародний аеропорт Сукарно-Хатта
- Маланг — аеропорт імені Абдулу Салеха Рачмана
- Семаранг — міжнародний аеропорт імені Ахмада Яні
- Соло — міжнародний аеропорт імені Адісумармо
- Surabaya — міжнародний аеропорт імені Джуанда
- Джокьякарта — міжнародний аеропорт імені Адісукіпто

- Малі Зондські острови

- Матарам — міжнародний аеропорт Ломбок
- Купанг — аеропорт імені ель-Тарі

- Сулавесі

- Горонтало — аеропорт імені Джалалуддіна
- Макасар — міжнародний аеропорт імені султана Хасануддіна
- Манадо — міжнародний аеропорт імені Сама Ратулангі
- Палу — аеропорт Мутіара

- Суматра

- Банда-Ачех — міжнародний аеропорт імені султана Іскандара Муди
- Батам — міжнародний аеропорт імені Ханга Надім
- Бенкулу — аеропорт імені Фатмаваті Сукарно
- Джамбі — аеропорт імені султана Тхахі
- Медан — міжнародний аеропорт Куала Наму
- Паданг — міжнародний аеропорт Мінангкабау
- Палембанг — міжнародний аеропорт імені султана Махмуда II Бадаруддіна
- Пеканбару — міжнародний аеропорт імені султана Шаріфа Касіма II

- Індонезійська Калімантан

- Балікпапан — аеропорт імені султана Аджі Мухамада Сулаймана
- Банджармасін — аеропорт імені Сіамсудіна Ноора
- Понтіанак — аеропорт Супадіо
- Тарган — міжнародний аеропорт Джувата

- Малуку

- Амбон — аеропорт Паттімура
- Тернате — аеропорт Бабуллах

- Папуа

- Джаяпура — аеропорт Сентані

Сінгапур
- Сінгапур — аеропорт Чангі

## Флот
У вересні 2015 року повітряний флот авіакомпанії Batik Air складали наступні літаки:
| Тип літака       | В експлуатації | Замовлено | Пасажирських місць | Пасажирських місць | Пасажирських місць |
| Тип літака       | В експлуатації | Замовлено | J                  | Y                  | Всього             |
| Airbus A320-200  | 13             | 1         | 12                 | 144                | 156                |
| Boeing 737-800   | 14             | —         | 12                 | 156                | 168                |
| Boeing 737-900ER | 6              | —         | 12                 | 168                | 180                |
| Всього           | 33             | —         |                    |                    |                    |

## Обмеження в польотах
З 2013 року Batik Air внесена Європейським союзом в список авіакомпаній, літакам заборонено використовувати повітряний простір ЄС.

## Авіаподії та інциденти
- 6 листопада 2015 року. У літака Boeing 737-9GP(ER) (реєстраційний PK-LBO), що виконував регулярний рейс 6380, при здійсненні посадки в міжнародному аеропорту імені Адісукіпто (Джокьякарта) склалася передня стійка шасі. Про постраждалих не повідомлялося.